# Perfluorbutaansulfonamide
Perfluorobutaansulfonamide, ook wel bekend onder de afkortingen FBSA of H-FBSA, is een perfluorverbinding en oppervlakte-actieve stof. FBSA en zijn N-gealkyleerde derivaten zijn door 3M gepatenteerd voor gebruik in zure oplossingen voor het etsen met een lage oppervlaktespanning. Uitvinders verwachten dat FBSA en zijn derivaten zich in mindere mate gaan ophopen in levende organismen dan de verwante perfluoroctanyl-producten zoals PFOS. Niettemin bleek uit een onderzoek van 2015 dat 32 van 33 monsters Canadese vis FBSA bevatten.
FBSA kwam in 2021 in het nieuws toen bleek dat de 3M-vestiging in Zwijndrecht ook FBSA had geloosd in het afvalwater.